# Boris Moltenis
Boris Moltenis, né le 8 mai 1999 à Belfort, est un footballeur international martiniquais qui évolue actuellement au FC Sochaux-Montbéliard.

## Biographie
Né à Belfort, Boris Moltenis est repéré à l'âge de 15 ans par le FC Sochaux-Montbéliard et intègre le centre de formation. 
À l’été 2018, le défenseur central s’entraîne pour la première fois avec l’équipe première avant d'effectuer ses débuts en Ligue 2 le 20 octobre suivant lors d’une victoire face deux buts à un contre l'ES Troyes et de signer quelques jours plus tard son premier contrat pro d'une durée de trois ans. Pour sa première saison, il participe à quinze matchs toutes compétitions confondues mais lors de l’été 2019, il est victime d'une rupture du ligament croisé qui l'empêche de jouer l'intégralité de la saison 2019-2020. Il revient la saison suivante qui voit le club être rétrogradé administrativement en National.
Il quitte le club en 2021 pour rejoindre l'US Boulogne, avant de tenter l'aventure à l'étranger, tout d'abord en deuxième division polonaise et le Wisła Cracovie. Il y passe deux saisons et rejoint la première division autrichienne en signant au SC Austria Lustenau,.
Il revient dans son club formateur lors de l'été 2024,.

### En sélection
Quelques mois après avoir fait savoir qu'il aimerait un jour porter le maillot de la sélection martiniquaise, d'où est originaire son père, Boris Moltenis est appelé pour la première fois en sélection en septembre 2023 et participe à ses deux premiers matchs internationaux contre le Panama et le Curaçao.